# Panicum assurgens
Panicum assurgens är en gräsart som beskrevs av Stephen Andrew Renvoize. Panicum assurgens ingår i släktet vipphirser, och familjen gräs. Inga underarter finns listade i Catalogue of Life.